# 盂

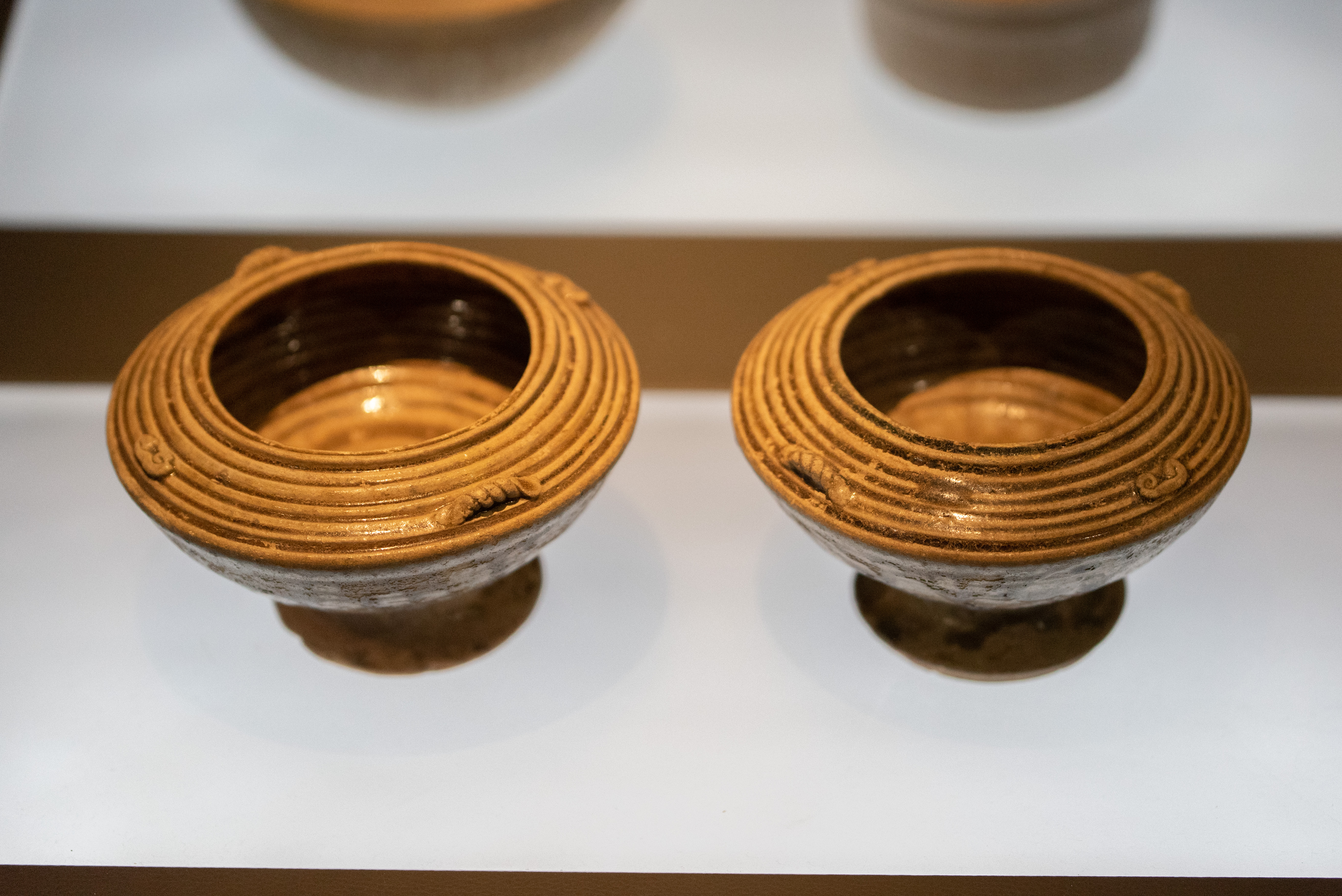
奉化博物馆馆藏的西周原始瓷盂

盂是中国古代的一种盛水器皿，根据材质不同，有铜盂、陶盂等。盂最早出现在商朝，如妇好墓出土的好形大铜盂。从西周开始，盂的功能在扩大，如燕侯盂是用来盛饭的，王盂是用来寝室中洗浴的。到了春秋时期，盂的功能继续扩大，有壶盂、盏盂、饮盂、寝盂，鉴盂等。